# کلاس ایته‌‌وون
کلاس ایته‌وون (کره‌ای: 이태원 클라쓰; لاتین‌نویسی اصلاح‌شده: Itaewon Keullasseu) یک مجموعهٔ تلویزیونی کره جنوبی سال ۲۰۲۰ با بازی پارک سو-جون، کیم دا-می، یو جه-میونگ و کوان نارا است. این مجموعه بر پایهٔ وب‌تونی با همین نام، اولین مجموعه‌ای است که توسط شرکت توزیع فیلم شوباکس تولید می‌شود. این مجموعه از ۳۱ ژانویه تا ۲۱ مارس ۲۰۲۰ از شبکهٔ جی‌تی‌بی‌سی در کره و در سراسر جهان از نتفلیکس پخش شد. این مجموعه در بیست و پنجمین جوایز تلویزیون آسیایی برندهٔ بهترین سریال درام شد.

## بازیگران

### اصلی
- پارک سو-جون در نقش پارک سه-رو-یی
- کیم دا-می در نقش جو یی-سو
- یو جه-میونگ در نقش جانگ ده-هی
- کوان نارا در نقش اوه سو-آ

## تولید
اولین جلسهٔ فیلم‌نامه خوانی در اوت ۲۰۱۸ در ساختمان جی‌تی‌بی‌سی در سان‌گام‌دونگ، سئول، کره جنوبی انجام شد.
این درام همکاری دوبارهٔ پارک سو-جون و یو جه-میونگ پس از همکاری در درام شبکهٔ کی‌بی‌اس۲، هوارانگ: جوانان جنگجوی شاعر بود.